# Tổng tuyển cử Nhật Bản 2017
Tổng tuyển cử Chúng Nghị viện lần thứ 48 (第48回衆議院議員総選挙 (Đệ 48 hồi Chúng Nghị viện Nghị viên Tổng tuyển cử) dai-yonjūhachikai Shūgiin giin sōsenkyo) hoặc Tổng tuyển cử Nhật Bản 2017 diễn ra vào ngày 22 tháng 10 năm 2017. Bầu cử diễn ra tại tất cả đơn vị bầu cử Hạ viện của Nhật Bản - 289 đơn vị bầu cử và 11 khối theo tỷ lệ - để bầu ra tất cả 465 thành viên Hạ viện (giảm từ con số 475 hạ nghị sĩ), Hạ viện của Quốc hội lưỡng viện Nhật Bản gồm 707 nghị sĩ. Liên minh cầm quyền đương nhiệm của Thủ tướng Shinzo Abe của đảng Dân chủ Tự do (LDP) và Komeito đã giành được chiến thắng vang dội trong bối cảnh phe đối lập yếu, giành nhiệm kỳ thứ tư tại chức và giữ được phần hai phần ba phần lớn để sửa lại thoả thuận chiến tranh Điều 9 của Hiến pháp Nhật Bản.
Cuộc bầu cử nhanh được kêu gọi gọi là giữa mối đe dọa tên lửa của CHDCND Triều Tiên và đảng đối lập lớn nhất của Đảng Dân chủ đang rối loạn. Chỉ vài giờ trước khi Abe tuyên bố cuộc bầu cử vào ngày 25 tháng 9, Thống đốc Tokyo Yuriko Koike đã khởi động một đảng cải cách bảo thủ mới Kibō no Tō, Đảng Hy vọng, được coi là một sự thay thế khả thi cho liên minh cầm quyền. Nó nhanh chóng dẫn đến sự tan rã của Đảng Dân chủ và các đảng viên của nó bị đào thoát để Kibo no Tō. Tuy nhiên, cánh hữu của đảng Dân chủ mà Koike từ chối đề cử, thành lập Đảng Dân chủ Lập hiến Nhật Bản (CDP) do Yukio Edano lãnh đạo, chia tách phe phản đối ra hai phần. Cuộc bầu cử đã trở thành một cuộc thi ba chiều khi CDP tham gia với Đảng Cộng sản và Đảng Dân chủ Xã hội Nhật Bản trên một nền tảng chung chống lại sửa đổi hiến pháp. Trong khi Kibo no Tō không đạt được mong đợi, CDP đã tăng trong các cuộc thăm dò trong những ngày cuối cùng trước cuộc bầu cử và đánh bại Kibo no Tō để nổi lên như đảng đối lập đầu tiên.
Mặc dù bị gây gián đoạn bởi bão Lan, cuộc bầu cử đã có sự gia tăng nhẹ trong tỷ lệ cử tri 53,68 phần trăm nhưng vẫn là thấp thứ hai trong Nhật Bản sau chiến tranh. Vòng quay thấp nhất từ trước đến nay được ghi nhận vào năm 2014. Đây cũng là cuộc bầu cử đầu tiên sau khi tuổi bỏ phiếu đã được hạ xuống từ 20 đến 18. [5] Abe cũng đã trở thành Thủ tướng đầu tiên giành được ba cuộc tổng tuyển cử liên tiếp từ năm 1953 và LDP đầu tiên làm điều đó. Ông cũng được chọn làm Thủ tướng Chính phủ phục vụ lâu nhất nếu ông hoàn thành nhiệm kỳ bốn năm.